# Trikala (unità periferica)
L'unità periferica di Trikala (in greco : Περιφερειακή ενότητα Μαγνησίας?) è una delle cinque unità periferiche della Tessaglia, una delle tredici periferie (in greco περιφέρειες?, perifereies - regione amministrativa) della Grecia. Il capoluogo è la città di Trikala.
La prefettura, di grande richiamo turistico per via dei monasteri di Meteora, confina con le altre prefetture di Karditsa a sud, Arta a sudovest, Giannina ad ovest, Grevena a nord e Larissa ad est.

## Amministrazione

### Prefettura
La prefettura di Trikala è stata abolita a partire dal 1º gennaio 2011 a seguito dell'entrata in vigore della riforma amministrativa detta piano Kallikratis. La riforma amministrativa ha anche modificato la struttura dei comuni che ora si presenta come descritto nella seguente tabella:
| N. (mappa)* | Nuovo comune | Vecchio comune | Sede      |
| ----------- | ------------ | -------------- | --------- |
| 1           | Trikala      | Trikala        | Trikala   |
| 1           | Trikala      | Estiaiotida    | Trikala   |
| 1           | Trikala      | Kallidendro    | Trikala   |
| 1           | Trikala      | Koziakas       | Trikala   |
| 1           | Trikala      | Megala Kalyvia | Trikala   |
| 1           | Trikala      | Paliokastro    | Trikala   |
| 1           | Trikala      | Paralithaioi   | Trikala   |
| 1           | Trikala      | Faloreia       | Trikala   |
| 2           | Kalambaka    | Kalambaka      | Kalampaka |
| 2           | Kalambaka    | Aspropotamos   | Kalampaka |
| 2           | Kalambaka    | Vasiliki       | Kalampaka |
| 2           | Kalambaka    | Kastania       | Kalampaka |
| 2           | Kalambaka    | Kleinos        | Kalampaka |
| 2           | Kalambaka    | Malakasi       | Kalampaka |
| 2           | Kalambaka    | Tymfaia        | Kalampaka |
| 2           | Kalambaka    | Chasia         | Kalampaka |
| 3           | Pyli         | Pyli           | Pyli      |
| 3           | Pyli         | Aithikes       | Pyli      |
| 3           | Pyli         | Gomfoi         | Pyli      |
| 3           | Pyli         | Myrofyllo      | Pyli      |
| 3           | Pyli         | Neraida        | Pyli      |
| 3           | Pyli         | Pialeia        | Pyli      |
| 3           | Pyli         | Pynda          | Pyli      |
| 4           | Farkadona    | Farkadona      | Farkadona |
| 4           | Farkadona    | Oichalia       | Farkadona |
| 4           | Farkadona    | Pelinnaioi     | Farkadona |

Dal 1997, con l'attuazione della riforma Kapodistrias, la prefettura di Trikala era suddivisa ventitré comuni e tre comunità.
| comuni         | codice YPES | capoluogo (se diverso) | codice postale | prefisso tel.   |
| -------------- | ----------- | ---------------------- | -------------- | --------------- |
| Aithikes       | 4801        | Elati                  | 420 32         | 24340-71        |
| Chasia         | 4826        | Asprokklisia           | 422 00         | 24320-95        |
| Estiaiotida    | 4805        | Megalochori            | 421 00         | 24310-71        |
| Faloreia       | 4824        | Kefalovryso            | 421 00         | 24310-85        |
| Farkadona      | 4825        |                        | 420 31         | 24330-2         |
| Gomfoi         | 4804        | Lygaria                | 421 00         | 24310-62        |
| Kalambaka      | 4806        |                        | 422 00         | 24320-2         |
| Kallidendro    | 4807        | Valtino                | 421 00         | 24310-94        |
| Kastania       | 4808        |                        | 420 36         | 24320-88        |
| Kleinos        | 4809        |                        | 422 00         | 24320-31        |
| Koziakas       | 4810        | Prinos                 | 421 00         | 24310-93        |
| Malakasi       | 4811        | Panagia                | 422 00         | 24320-71        |
| Megala Kalyvia | 4812        |                        | 420 30         | 24310-43        |
| Oichalia       | 4815        |                        | 423 00         | 24330-31        |
| Paliokastro    | 4816        | Palaiopyrgos           | 421 00         | 24310-87        |
| Paralithaioi   | 4817        | Rizoma                 | 421 00         | 24310-96        |
| Pelinnaioi     | 4818        | Taxiarches             | 421 00         | 24310-53        |
| Pialeia        | 4819        | Fiki                   | 421 00         | 24310-52        |
| Pyli           | 4820        |                        | 420 32         | 24340-2         |
| Pynda          | 4821        | Stournaraiika          | 420 32         | 24340-93        |
| Trikala        | 4822        |                        | 421 00         | da 24310-2 a -4 |
| Tymfaia        | 4823        | Koniskos               | 422 00         | 24320-92        |
| Vasiliki       | 4803        |                        | 422 00         | 24320-91        |
| comunità       | codice YPES | capoluogo (se diverso) | codice postale | prefisso tel.   |
| Aspropotamos   | 4802        | Kallirroi              | 421 00         | 24310-7         |
| Myrofyllo      | 4813        |                        | 420 33         | 24340-31        |
| Neraida        | 4814        |                        | 420 37         | 24340-3 e -7    |